# 阿尔泽特河畔埃施
阿尔泽特河畔埃施（法語：Esch-sur-Alzette，[ɛʃ syʁ alzɛt]，[ˈɛʃ ʔan deːɐ̯ ʔalˈzɛt]，[ˌæʒ ˈuəltsəɕt] ⓘ）是卢森堡西南部的一个具有城市地位的市镇 ，位于阿尔泽特河畔，也是卢森堡大学的所在地。

## 友好城市
- 葡萄牙 科英布拉
- 德国 科隆
- 比利时 列日
- 法國 里尔
- 奥地利 默德灵
- 德国 美因河畔奥芬巴赫
- 法國 皮托
- 荷蘭 鹿特丹
- 義大利 都灵
- 義大利 韦莱特里
- 塞爾維亞 泽蒙